# Cannes XIII
Maillots
Cannes XIII est un club de rugby à XIII situé à Cannes (Alpes-Maritimes). Cannes est champion de France de D2 en 1993, en battant Toulouse sur le score de 30 à 7 mais est interdit de monter car il ne possède pas d'école de rugby.
Cannes remporte un autre titre de champion de France de D2 en 2003 en battant Foix 24 a 23 .
En 2011, le club ne comporte plus qu'une section « juniors ».

## Personnalités du club
On peut citer Norbert Sebal (mort en 2018) qui rejoint le club en 1968. Il fait ensuite une partie de sa carrière en rugby à XV, puis repasse à XIII et aide au redémarrage de club. 
Il y a également Serge Louis, qui rejoint le club en 1971, un club avec « dans lequel il a évolué jusqu’en 1989, terminant au poste d’arrière tout en en devenant le dirigeant. Avec comme point d’orgue, sous la présidence de Louis Mignot, de voir ses copains devenir champions de France à Toulouse en 1993 ». Il meurt en 2018 également.
L'entraineur Christophe Farré et le capitaine Christophe Giacoleto équipe championne de France en 2002 de l'épopée 2003.[réf. souhaitée]